# سامسونگ گلکسی سی۹ پرو
سامسونگ گلکسی سی۹ پرو (انگلیسی: Samsung Galaxy C9 Pro) یک تلفن هوشمند اندرویدی است که توسط سامسونگ الکترونیک تولید شده‌است. این گوشی در نوامبر ۲۰۱۶ رونمایی و عرضه شد. این گوشی اولین گوشی سامسونگ گلکسی است که ۶ گیگابایت رم دارد.